# Marco Nademleinsky
Marco Nademleinsky (* 9. Juli 1974 in Wien) ist ein österreichischer Rechtswissenschafter und Rechtsanwalt mit Spezialisierung im Familienrecht.

## Leben
Nach dem Studium der Rechtswissenschaften an der Universität Wien war er Universitätsassistent (post-doc) am Institut für Europarecht, Internationales Recht und Rechtsvergleichung, wo er seit 2007 Internationales Familienrecht unterrichtet. 2011 eröffnete er seine Rechtsanwaltskanzlei mit Sitz in Wien. Marco Nademleinsky ist verheiratet und hat eine Tochter.

## Wirken
Mit dem Erscheinen der 1. Auflage Internationales Familienrecht 2007 in Wien (bei Facultas) hat Marco Nademleinsky – gemeinsam mit seinem Mitautor Matthias Neumayr – das Internationale Familienrecht als eigenes Unterrichtsfach an der Rechtswissenschaftlichen Fakultät in Wien etabliert. In der 2006 von Edwin Gitschthaler gegründeten Zeitschrift für Ehe- und Familienrecht (nunmehr: Zeitschrift für Familien- und Erbrecht, Manz) ist er seit 2008 ständiger Mitarbeiter für das Internationale Familienrecht, Vortragender in der Richterfortbildung sowie in der Anwaltsfortbildung. Er ist Mitglied des wissenschaftlichen Beirats der Österreichischen Gesellschaft für Familien- und Vermögensrecht und Vertreter des ÖRAK im Family and Succession Law Committee des CCBE.
- Reform des Kindschafts- und Namensrechtsänderungsgesetzes (2013)[3]
- Reform des Durchführungsgesetzes zum HKÜ (2017)
- Reform des Erwachsenenschutzrechts (2018)[4]
- Einführung des Erlasses vom 8. Februar 2019 zur Europäischen Ehegüterrechtsverordnung und europäische Verordnung zum Güterrecht eingetragener Partnerschaften.[5]
- Reform des Kollisionsrechts der gesetzlichen Erwachsenenvertretung (2019)[6]
- Reform des Kinderschutzes (bis dato)[7]
- Reform des Kindesunterhalts (bis dato)[8]

Der Öffentlichkeit wurde Marco Nademleinsky als Vertreter in Fällen internationaler Kindesentführung bekannt. 2021 wurde er von Manz zum Autor des Monats gewählt.

## Publikationen (Auswahl)
- Aufteilungsrecht (1. Auflage, Wien, 2023) – ISBN 978-3-7007-7520-1
- Internationales Familienrecht (3. Auflage, Wien, Manz 2022) – ISBN 978-3-214-02507-6, gemeinsam mit Matthias Neumayr
- Einvernehmliche Scheidung (1. Auflage, Wien, Manz 2020) – ISBN 978-3-214-02705-6
- Aufsichtspflicht (4. Auflage, Manz 2019) – ISBN 978-3-214-02004-0
- Scheidung kompakt (4. Auflage, LexisNexis ARD Orac 2013)[11] gemeinsam mit Astrid Deixler-Hübner